# Boutavent
Boutavent korábbi község Franciaországban, Oise megyében. Lakosainak száma 116 fő (2018. január 1.). Boutavent Blargies, Bouvresse, Campeaux, Canny-sur-Thérain, Formerie, Monceaux-l’Abbaye és Mureaumont községekkel határos.
2019. január 1-jén a régi Formerie községgel egyesült és az így létrejött (azonos nevű) Formerie új község része lett.

## Népesség
A település népességének változása:
| Lakosok száma | 97   | 106  | 110  | 113  | 116  |
|               | 2013 | 2015 | 2016 | 2017 | 2018 |